# Patrick Cordier (alpiniste)
Pour les articles homonymes, voir Patrick Cordier et Cordier (homonymie).
Patrick Cordier, né le 29 décembre 1946 à Besançon, mort le 5 juin 1996 aux Pennes-Mirabeau, est un grimpeur, alpiniste et chercheur français.
Alpiniste rochassier, guide de haute montagne, spécialiste de l’escalade solitaire, Patrick Cordier est l’auteur de nombreuses ascensions de grande envergure, sur les parois calcaires du Sud-Est de la France, en Amérique du Nord, dans les aiguilles de Chamonix (massif du Mont-Blanc) et au Karakoram ; il est l’une des figures de l’alpinisme moderne des années 1970 en France. Patrick Cordier est également chercheur en neurosciences.

## Biographie
Né à Besançon le 29 décembre 1946, de parents professeurs à Paris, Patrick Cordier pratique la montagne à Chamonix où ses parents possèdent un chalet et s’initie à l’escalade à Fontainebleau et dans le Saussois. Il devient vite l’un des meilleurs grimpeurs de sa génération et est, en 1967, le plus jeune des cinq alpinistes qui ouvrent en Norvège la directissime française dans la paroi du Trollryggen.
De 1968 à 1970, Patrick Cordier réalise d’importantes premières ascensions sur les parois calcaires du Sud-Est de la France (paroi du Duc au Verdon et paroi des Voûtes dans le Dévoluy) et dans le massif du Mont-Blanc. Sa façon de grimper est alors engagée, il réduit au minimum le nombre de pitons utilisés.
En 1972, Patrick Cordier voyage en Amérique du Nord (Alaska, Territoires du Nord-Ouest au Canada, Californie) et réalise des premières ou de prestigieuses répétitions ; il accomplit sa première ascension solitaire d’envergure, le Nose au Capitan. Il découvre les techniques d’escalade développées par les grimpeurs californiens et les introduit en France à son retour. Il promeut alors l'utilisation de ces techniques et devient pionnier dans le massif du Mont-Blanc de l’escalade « propre » (sans piton, avec coinceurs) : en 1975, dans les aiguilles de Chamonix, en compagnie de Jacques Ramouillet, il réalise l'ascension du pilier ouest de la pointe Lépiney et du pilier sud (pilier Cordier) à l’aiguille de Roc, sans utiliser de pitons.
Patrick Cordier et Jean Afanassieff sont les premiers alpinistes à atteindre le dernier sommet vierge en territoire français : ils réalisent en janvier 1975 la première ascension du Mont Ross aux îles Kerguelen. Cette même année, avec Jean Afanassieff ainsi qu’avec les frères Patrice et Gilles Bodin, Patrick Cordier crée la Compagnie indépendante des guides de Chamonix.
Patrick Cordier prépare ensuite une nouvelle première : l’ascension en solitaire de la face sud du Fou dans le massif du Mont-Blanc, l’escalade libre la plus dure des Alpes à l’époque. Pour cela, sur les falaises de Presles, au-dessus desquelles il habite une maison isolée dans la forêt, Patrick Cordier s’entraîne en réalisant des solos difficiles : le pilier du Souvenir, le Nid d’Aigle et le pilier de Choranche. En juin 1976, il réussit sa première au cours de laquelle il est filmé depuis une arête voisine par Jacques Ramouillet ; il en fera un film, Voyage en face sud. Pour cette ascension filmée, à la tenue traditionnelle de l’alpiniste, il préfère le code vestimentaire de son époque, des vêtements blancs, un pantalon à pattes d’éléphant et un bandeau retenant ses cheveux. Une dizaine d’années plus tard, Patrick Cordier sera avec Patrick Berhault l’un des deux protagonistes du film documentaire Les piliers du rêve de Guy Meauxsoone consacré à leur escalade des pitons rocheux des Météores en Grèce.
Guide de haute montagne depuis 1974, Patrick Cordier devient professeur titulaire à l’ENSA quatre ans plus tard,. Puis il publie son premier livre, un ouvrage consacré aux Préalpes du Sud dans la collection Les 100 plus belles courses dirigée par Gaston Rébuffat. Au-delà du cadre codifié de la collection, Patrick Cordier y manifeste sa fantaisie et son impertinence. Parallèlement à son activité de professeur, il découvre l’himalayisme et fréquente les montagnes du Karakoram où il réalise des premières au début des années 1980 ; de son expédition aux tours de Trango, il tire son second livre, largement illustré par ses propres photographies en noir et blanc : Cathédrales de Trango.
À partir de la fin des années 1980, une vingtaine d’années après sa maîtrise de biophysique, Patrick Cordier entreprend des travaux de recherche sur le comportement du grimpeur et l’apprentissage moteur. Il réalise ses recherches d’abord avec l’université d’Annecy  puis à l'École pratique des hautes études, section Sciences de la vie et de la terre, à Marseille. En mai 1995, il soutient sa thèse de neurosciences à École pratique des hautes études dont le sujet est « Statique et dynamique d’un apprentissage moteur : analyse des trajectoires en escalade ».
Alpiniste et chercheur, Patrick Cordier est aussi dessinateur, peintre et photographe, il joue de plusieurs instruments de musique, du oud et de la quena notamment,. Personnage contrasté, Patrick Cordier est à la fois secret et séducteur, pince-sans-rire et provocateur ; malgré sa « marginalité goguenarde », il ne dédaigne pas la notoriété,.
Patrick Cordier est mort le 5 juin 1996, victime d’un accident de moto sur l’autoroute Aix-Marseille,, près des Pennes-Mirabeau.

## Principales ascensions
- 1967 : première ascension de la directissime du Trollryggen (Norvège) avec Yves Boussard, Jérôme Brunet, Claude Deck et Jean Fréhel[4]
- 1968 : gorges du Verdon, paroi du Duc, ouverture de la voie Les enragés avec Patrice Bodin, Lothar Mauch, Patrice Richard, du 16 au 24 août[15]
- 1969 : massif du Dévoluy, paroi des Voûtes, ouverture du pilier ouest avec Sylvain Jouty[4]
- 1969 : massif du Mont-Blanc, aiguilles de Chamonix, première ascension et première hivernale de la face nord directe du col du Plan avec Sylvain Jouty, du 27 au 29 décembre[16]
- 1970 : massif du Dévoluy, paroi des Voûtes, ouverture de la voie de la Toussaint avec Jean Afanassieff[4]
- 1970 : massif du Mont-Blanc, aiguilles de Chamonix, Grands Charmoz, ouverture du pilier nord-ouest (pilier Cordier) avec Gary Addison, Thierry Fagart et Sylvain Jouty, le 6 juillet[4],[16],[17]
- 1972 : monts Logan, seconde ascension de la Tour de la fleur de lotus avec Joël Coqueugniot et Bernard Amy[4]
- 1972 : massif du McKinley, première ascension du Rooster Comb (crête du Coq) avec Joël Coqueugniot[4],[18]
- 1972 : vallée de Yosemite, El Capitan, première ascension française du Salathé Wall avec Joël Coqueugniot (en 3 jours)[4]
- 1972 : vallée de Yosemite, El Capitan troisième solitaire du Nose, du 25 septembre au 1er octobre[4],[6]
- 1975 : îles Kerguelen, première ascension du mont Ross avec Jean Afanassieff, dernier sommet vierge en territoire français, mois de janvier[6]
- 1975 : massif du Mont-Blanc, aiguilles de Chamonix, première ascension du pilier sud (pilier Cordier) de l’aiguille de Roc avec Jacques Ramouillet, les 13 et 14 juillet (première voie ouverte en France sur coinceurs[2], sans usage de piton)[4],[17],[19]
- 1975 : massif du Mont-Blanc, aiguilles de Chamonix, ouverture d’une voie sur le pilier sud-est de la pointe Lépiney avec Jacques Ramouillet et Jacques Collaer (sans usage de piton), le 26 juillet[20],[4]
- 1976 : massif du Mont-Blanc, aiguilles de Chamonix, première ascension solitaire de la face sud du Fou, au mois de juin[4], filmée depuis une arête voisine par Jacques Ramouillet qui réalise alors le film Voyage en face sud
- 1979 : Karakoram, participation[21] à l’expédition de la Fédération française de la montagne au K2 avec notamment Bernard Mellet (chef d’expédition), Pierre Beghin, Jean-Marc Boivin, Ivano Ghirardini, Daniel Monaci, Thierry Leroy, Yannick Seigneur (échec de l’expédition)
- 1981 : massif du Mont-Blanc, aiguilles de Chamonix, ouverture de la voie Cordier sur le versant ouest de l’aiguille du Grépon, avec Michaud, en juillet[22]
- 1981 : massif du Mont-Blanc, aiguilles de Chamonix, ouverture de la voie Sécurité et liberté sur la face est de la pointe de Lépiney, avec Érik Decamp, le 16 août[17]
- 1982 : Karakoram, première ascension du Bubuli-Mo-Tin avec Jacques Maurin, le 22 mai[23]
- 1984 : Karakoram, ouverture d’une nouvelle voie sur la deuxième tour de Trango (groupe du « château ») avec Érik Decamp et Robert Wainer[6],[24],[25]

## Œuvres

### Livres de montagne
- Les Préalpes du Sud - Vercors, Verdon, Dévoluy - Les 100 plus belles courses et randonnées, Denoël, 1981
- Cathédrales de Trango, Arthaud, 1985  (ISBN 978-2-7003-0531-9)

### Film d’alpinisme
- Voyage en face sud, film réalisé avec Jacques Ramouillet, 1976

### Publications scientifiques
- avec la participation de Christina Eichhorn, La signature du grimpeur, revue Ski et alpinisme (revue annuelle de l’École nationale de ski et d'alpinisme), France, 1989, p. 48-55
- Étude thermodynamique de la trajectoire du grimpeur, revue Ski et alpinisme, France, 1991, p. 49-50
- avec Michel Mendès France, Philippe Bolon et Jean Pailhous, (en) Entropy Degrees of Freedom and Free Climbing, revue International Journal of Sport Psychology, 1993
- avec Michel Mendès France, Jean Pailhous et Philippe Bolon, (en) Thermodynamic study of motor behaviour optimization, revue Acta Biotheoritica, 1994
- avec Michel Mendès France, Jean Pailhous et Philippe Bolon, (en) Entropy as a global variable of the learning process (français : L’entropie comme variable globale du processus d’apprentissage), revue Human movement science, Amsterdam, Pays-Bas, 1994, vol. 13, no 6, p. 745-763
- L’harmonicité du comportement chez le grimpeur, revue Ski et alpinisme, France, 1995, p. 72-75
- avec Gilles Dietrich et Jean Pailhous, (en) Harmonic analysis of a complex motor behavior, revue Human movement science, Amsterdam, Pays-Bas, 1996, vol. 15, no 6, p. 789-807
- Contrainte, information et couplage préception-action, Science et sports, France, 1997, t.12 (suppl 1) p. 12-15